# 梁永燊
梁永燊（1921年11月22日—1994年10月27日），字泰章，廣東茂名人，中國國民黨黨員，著名教育家，香港培知中學創辦人。歷任培知中學校長、香江學院教授、珠海書院（今珠海學院）訓導長、副校長。1980年，擔任珠海書院校長，直至逝世。
1980年中華民國立法委員選舉時，獲遴選為港澳地區僑選立法委員。1983年中華民國立法委員選舉時連任。後任中國文化協會主任委員、中華民國僑務委員會委員。1993年8月，當選為中國國民黨第14屆中央評議委員。1994年10月27日在香港養和醫院逝世，享年74歲。

## 榮譽
- 一等華夏勳章（1982年）
- 海華榮譽獎章（1984年）
- 實踐一等獎章（1986年）